# Petrossian (entreprise)
Pour les articles homonymes, voir Petrossian.
Caviar Petrossian est une entreprise française d'épicerie fine spécialisée dans le caviar et les produits fumés à base de poisson.

## L'entreprise
L'entreprise familiale fondée en 1920 par les réfugiés arméniens Melkoum et Mouchegh Petrossian [réf. souhaitée]. Le premier meurt en 1972 et le second en 1981. Le fils de ce dernier, Armen Petrossian, prend la direction de l'entreprise en 1991. Depuis 2020, la compagnie est dirigée par Mikaël et Alexandre Petrossian qui succédent à leur père.
.
L’entreprise possède une boutique historique à Paris, au no 18 boulevard de La Tour-Maubourg (7e arrondissement), qui attire dès l'entre-deux-guerres une clientèle huppée. Elle est complétée par la suite de quelques autres boutiques et restaurants, dont les enseignes du boulevard de Courcelles (17e arrondissement) et de la rue de la Pompe (16e arrondissement). La maison a également ouvert boutiques et restaurants à New York, Los Angeles et Las Vegas.
Dans les années 1990, le marché du caviar est bouleversé avec la dissolution de l'URSS, alors que la société avait su cultiver ses relations avec les autorités soviétiques pour développer le commerce du caviar, mais aussi des spécialités comme les conserves de crabe Chatka ou les vodkas. Le prix du caviar chute alors en raison d'un braconnage intensif. En 1998, un accord international interdit la pêche des esturgeons sauvages. L'anticipant, Petrossian est le premier du secteur à proposer du caviar d’élevage dans son catalogue.
L'entreprise quitte son site en 2001 de fabrication historique de Pierrefitte-sur-Seine pour s'agrandir et se moderniser à Angers. Elle développe sa gamme de poissons fumés avec de l’anguille, du hareng et des coquilles Saint-Jacques, puis se lance dans le foie gras, les truffes et la vodka. L'entreprise est labellisée au titre du patrimoine vivant.
En 2011, Petrossian est l'entreprise leader mondial du caviar avec un chiffre d’affaires (groupe) estimé à 40 millions d’euros.